# Xanthium argenteum
Xanthium argenteum, biljni endem iz središnjeg Čilea. Pripada porodici glavočika, i jedna je od nekoliko vrsta u rodu dikica.
Kew ju priznaje kao samostalnu vrstu, dok je u GBIF-u sinonim za Xanthium spinosum subsp. catharticum (Kunth) D.Löve